# Johann Georg Schöffer
Johann Georg Schöffer (* 3. Februar 1821 in Gelnhausen; † 1. März 1873 in Meran) war ein Politiker der Freien Stadt Frankfurt.
Johann Georg Schöffer war der Sohn des Küfers Johann Conrad Schöffer (1792–1840) und dessen Ehefrau Susanna, geb. Hayn. Conrad Heinrich Schöffer war sein Bruder. Schöffer war Handelsmann in Frankfurt am Main.
Von 1862 bis 1866 war er als Senator Mitglied im Senat der Freien Stadt Frankfurt. Er gehörte von 1858 bis 1860 dem Gesetzgebenden Körper an.